# انکورت
انکورت (به فرانسوی: Ancourt) یک کامین در فرانسه است که در Canton of Dieppe-Est واقع شده‌است.

## خصوصیات
انکورت ۱۲٫۴۴ کیلومترمربع مساحت و ۷۱۹ نفر جمعیت دارد و ۱۴ متر بالاتر از سطح دریا واقع شده‌است.